# Ylä-Kousa
Ylä-Kousa eller Kousajärvi är en sjö i Finland. Den ligger i kommunen Kides i landskapet Norra Karelen, i den sydöstra delen av landet, 300 km nordost om huvudstaden Helsingfors. Ylä-Kousa ligger 83,5 meter över havet. I omgivningarna runt Ylä-Kousa växer i huvudsak blandskog. Den är 3,3 meter djup. Arean är 2,01 kvadratkilometer och strandlinjen är 9,04 kilometer lång. Sjön  ingår i Vuoksens huvudavrinningsområde. 